# Helsingistä maailman toiselle puolen
Helsingistä maailman toiselle puolen (finlandese: "Da Helsinki verso l'altra metà del mondo") è la prima raccolta della band rock finlandese Haloo Helsinki!, pubblicata il 9 novembre 2012 dalla EMI Music Finland. Il titolo del disco ricalca quello del singolo Maailman toisella puolen.
L'album è entrato nella classifica della Suomen virallinen lista alla settima settimana raggiungendo la prima posizione alla trentaduesima.

## Tracce
1. Haloo Helsinki!
2. Perjantaina
3. Vieri vesi vieri
4. Yksinäiset
5. Jos elämä ois helppoo
6. Mun sydän sanoo niin
7. Ei Eerika pääse taivaaseen
8. Valherakkaus
9. Kokeile minua
10. Totuus ja valhe
11. Maailman toisella puolen
12. Entisessä elämässä
13. Kuule minua
14. Jos mun pokka pettää
15. Maailman toisella puolen (2012 Acoustic String Mix)

## Classifica
| Classifica | Massima posizione |
| ---------- | ----------------- |
| Finlandia  | 49                |